# Ellen Widén
Ellen Johanna Charlotta Widén, född Murray 1 februari 1866 i Vetlanda i Småland, död 13 mars 1944 i Stockholm, var en svensk kulturpersonlighet, särskilt verksam i Jämtland, där hennes make var landshövding. Hon var engagerad i föreningsverksamhet till förmån för konst, särskilt hemslöjd. 

## Biografi
Ellen Widén växte upp i en officers- och ämbetsmannasläkt med adliga anor. Hon var dotter till Adolf Wilhelm Murray och Vendela Sofia, född Lagerhjelm.
Hon var engagerad i många olika föreningar, såväl filantropiska som kulturella.  Under sin tid som landshövdingefru i  Östersund blev hon särskilt känd som initiativtagare till hemslöjdsföreningen Föreningen Jämtslöjd år 1908, och till friluftsmuseet Jamtli 1912, samt deltog även i bildandet av Jämtlands läns konstförening 1912.
Widén tilldelades den kungliga förtjänstmedaljen Illis Quorum 1920.
Hon gifte sig 1892 med Johan Widén, landshövding i Jämtlands län 1906–1923. Hon var mor till textilkonstnären Sofia Widén.